# 数量曲率
在黎曼几何中，数量曲率（Scalar curvature）或里奇数量（Ricci scalar）是一个黎曼流形最简单的曲率不变量。对黎曼流形的每一点，数量曲率是由该点附近的内蕴几何确定的一个实数。
在 2 维数量曲率完全确定了黎曼流形的曲率；当维数 ≥ 3，曲率比数量曲率含有更多的信息。参见黎曼流形的曲率中完整的讨论。
数量曲率一般记为 S（其它记法有 Sc, R），定义为关于度量的里奇曲率张量的迹：
{\displaystyle S={\mbox{tr}}_{g}\,\operatorname {Ric} \ .}
这个迹和度量相关，因为里奇张量是一个 (0,2) 型张量；必须将指标上升得到一个 (1,1) 型张量才能取迹。在局部坐标中我们可以写成
{\displaystyle S=g^{ij}R_{ij}\ ,}
这里
{\displaystyle \operatorname {Ric} =R_{ij}\,dx^{i}\otimes dx^{j}\ .}
给了一个坐标系与一个度量张量，数量曲率可以表示为：
{\displaystyle S=g^{ab}(\Gamma _{ab,c}^{c}-\Gamma _{ac,b}^{c}+\Gamma _{ab}^{c}\Gamma _{cd}^{d}-\Gamma _{ac}^{d}\Gamma _{bd}^{c})}
这里 {\displaystyle \Gamma _{bc}^{a}} 是度量的克里斯托费尔符号。
不像黎曼曲率张量或里奇张量可以对任何仿射联络自然地定义，数量曲率只在黎曼几何存在；其定义与度量密不可分。

## 直接几何解释
当数量曲率在一点为正，位于这一点的一个小球的体积比欧几里得空间中同样测地半径的球要小；另一方面，当数量曲率在一点为负，小球的体积要大于欧几里德空间中小球的面积。
为了刻画一个 n 维黎曼流形 {\displaystyle (M,g)} 点 p 的数量曲率的准确值，上面的比较可以更加量化。即：对足够小的 ε，流形上半径 ε 小球的 n 维体积与相应的欧几里得空间中小球体积之比为
{\displaystyle {\frac {\operatorname {Vol} (B_{\varepsilon }(p)\subset M)}{\operatorname {Vol} (B_{\varepsilon }(0)\subset {\mathbb {R} }^{n})}}=1-{\frac {S}{6(n+2)}}\varepsilon ^{2}+O(\varepsilon ^{4})\ .}
从而，这个比的二阶导数在 ε = 0 的取值，恰好是数量曲率的负数除以 3(n + 2)。
这些球的半径是半径 {\displaystyle \epsilon } 的 n-1 维球面，它们的面积满足下面等式：
{\displaystyle {\frac {\operatorname {Area} (\partial B_{\varepsilon }(p)\subset M)}{\operatorname {Area} (\partial B_{\varepsilon }(0)\subset {\mathbb {R} }^{n})}}=1-{\frac {S}{6n}}\varepsilon ^{2}+O(\varepsilon ^{4})\ .}

## 二维
在 2 维，数量曲率恰好是高斯曲率的 2 倍：
{\displaystyle S={\frac {2}{\rho _{1}\rho _{2}}}\ ,}
这里 {\displaystyle \rho _{1},\,\rho _{2}} 是曲面的主曲率半径。譬如，半径为 r 球面的数量曲率等于
{\displaystyle 2/r^{2}\,}。更一般的，半径 r 的 n 维球面的数量曲率为{\displaystyle n(n-1)/r^{2}\,}。
2 维黎曼张量只有一个独立分量，可以简单地用数量曲率和度量面积形式表示出来。在任何坐标系下，我们有 
{\displaystyle 2R_{1212}\,=S\det(g_{ij})=S[g_{11}g_{22}-(g_{12})^{2}]\ .}

## 传统记法
在使用张量指标记法的作者中，字母 R 通常表示三种不同的东西：
1. 黎曼曲率张量：{\displaystyle R_{ijk}^{l}} 或 {\displaystyle R_{abcd}}；
2. 里奇张量： {\displaystyle R_{ij}}；
3. 数量曲率  R。

这三个由它们的指标数目区分开：黎曼张量有四个指标，里奇张量有两个指标，里奇数量曲率没有指标。不使用指标记法的一般将 R 保留为全黎曼曲率张量的记号。